# بالش

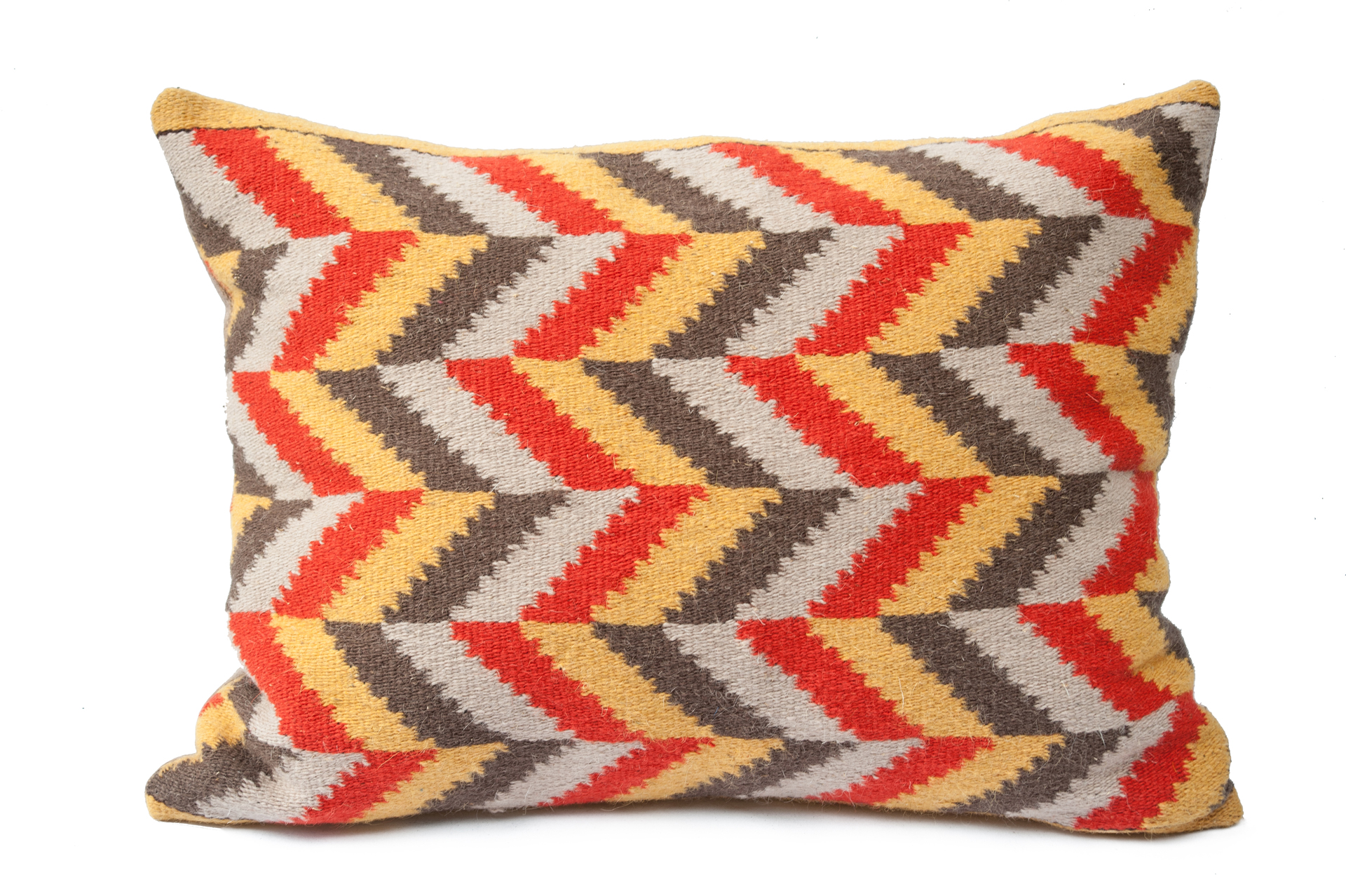
یک بالش با پارچی‌ای طرح دار

بالِش واژه‌ای از ریشه فارسی است. بالش پارچه‌ای چهارگوش است که آن را با ماده نرمی مثل پر، پنبه، الیاف یا اسفنج پر کرده و در هنگام خواب یا استراحت سر را روی آن می‌گذارند.

### تفاوت بالش و متکا

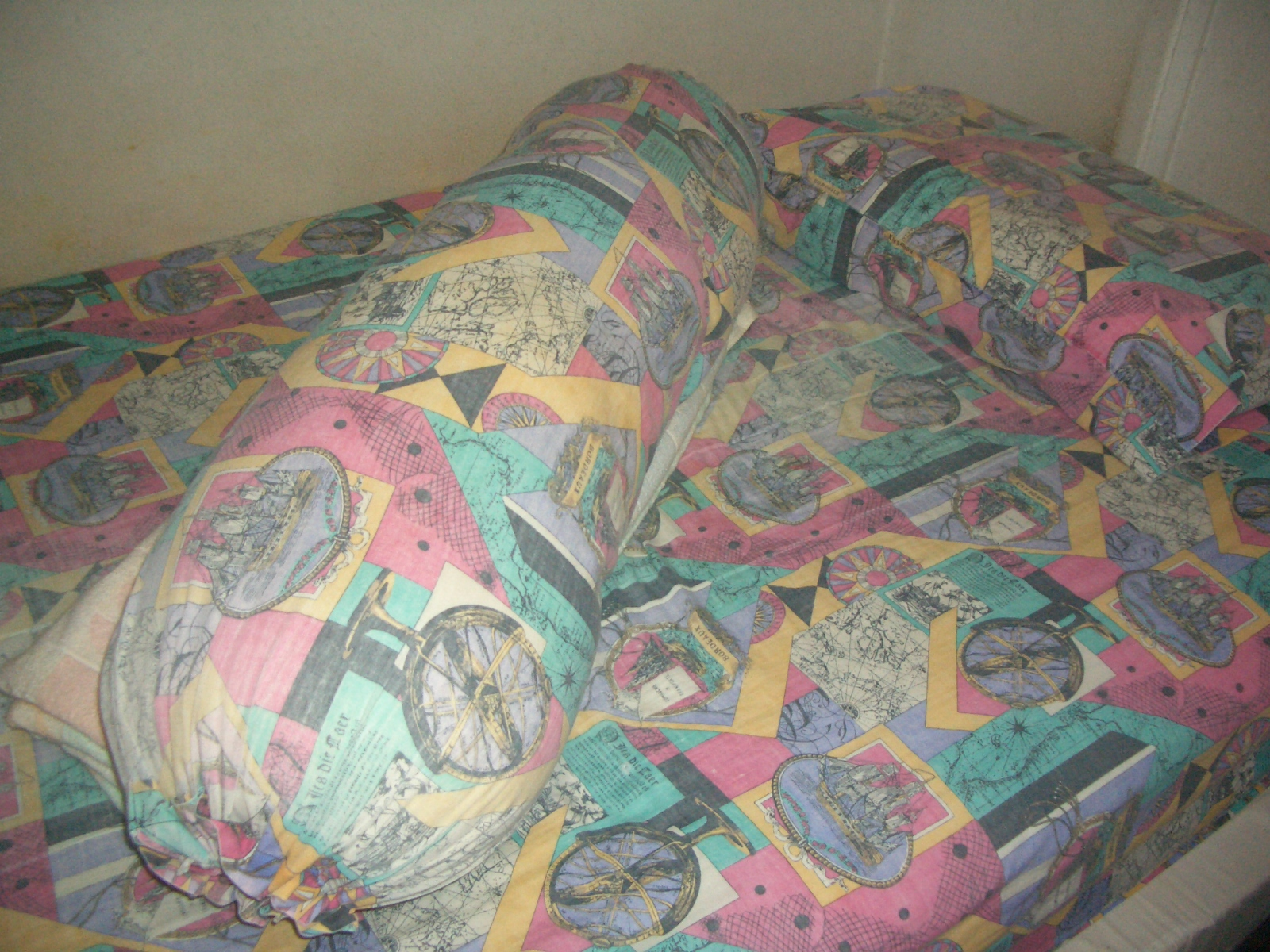
تختخواب با بالش (راست) و متکا (چپ)

بالش یک پارچه چهارگوش (مستطیلی یا مربعی) است اما متکا یک پارچه استوانه‌ای است. البته به وفور دیده می‌شود که افراد زیادی تفاوت این دو را نمی‌دانند و بجای یکدیگر بکار می‌برند.

## انواع

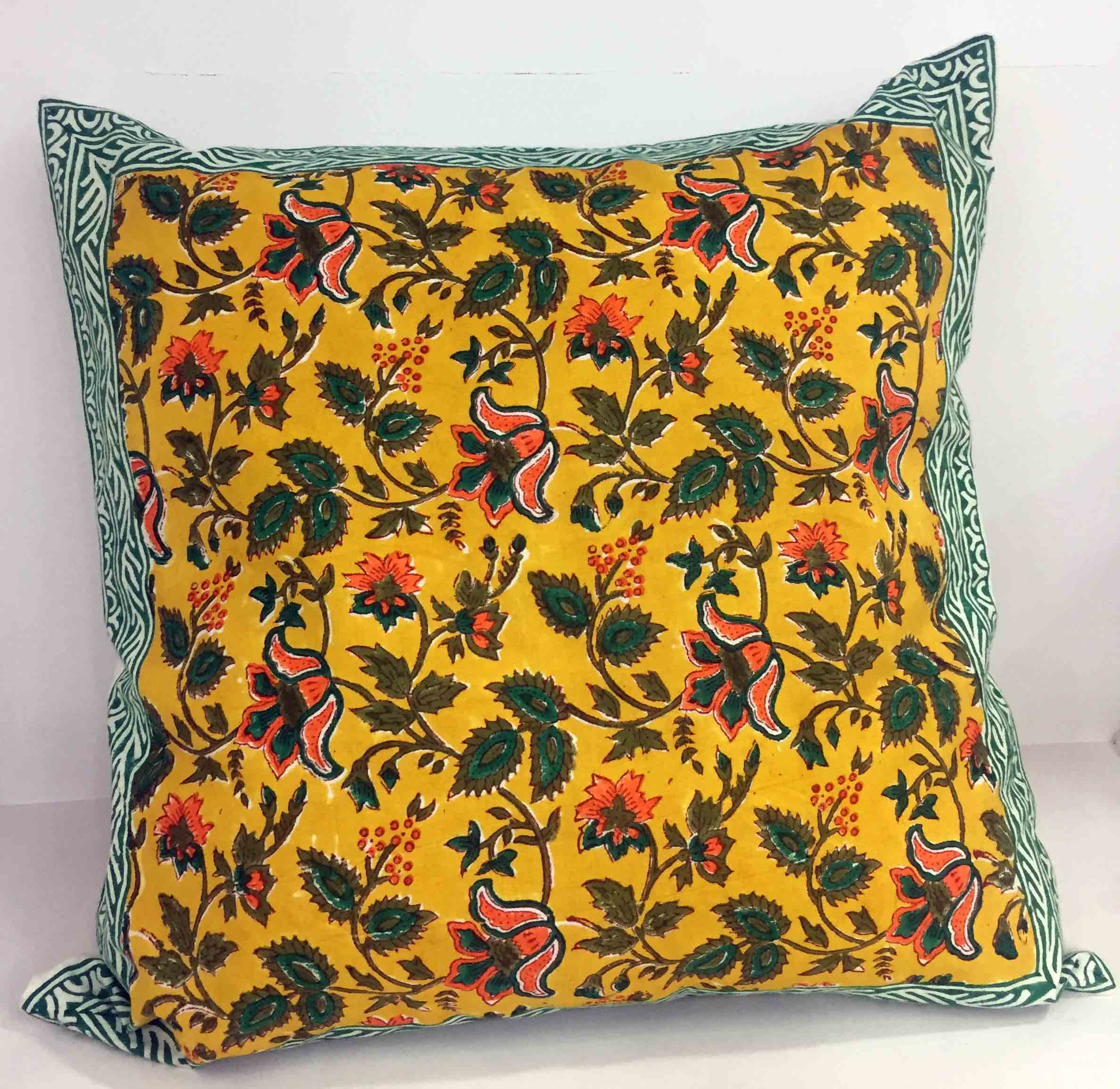
یک بالش تزئینی که به آن کوسن می‌گویند

بالش اشکال مختلفی در نقاط مختلف جهان دارد. چهارگوش، استوانه‌ای و مکعبی تعدادی از این اشکال هستند. معمولاً برای پر کردن روبالشی، از پارچه، پر پرندگان، پنبه، پلی استر یا اسفنج استفاده می‌شود. انتخاب یک بالش مناسب از اهمیت بسیاری در بهداشت خواب برخوردار است. یک بالش مناسب می‌تواند از آسیب دیدن التهاب مفصل، گردن و ستون فقرات محافظت کند و از درد و گرفتگی گردن و کمر ناشی از قرار گرفتن در یک وضعیت نامناسب و غیر استاندارد جلوگیری کند. همچنین تنفس در خواب نیز بسیار مهم است که باید به آن توجه کرد. یکی از اصلی‌ترین علت‌های بدن درد (سردرد، گردن درد، بی‌حسی یا درد در شانه‌ها و بازوها) پس از بیدار شدن از خواب، استفاده نادرست از بالش یا بالش نامناسب است. اولین و بزرگ‌ترین ویژگی یک بالش مناسب، این است که هنگام خواب، سر را هم تراز با شانه‌ها نگه دارد.

### الیاف

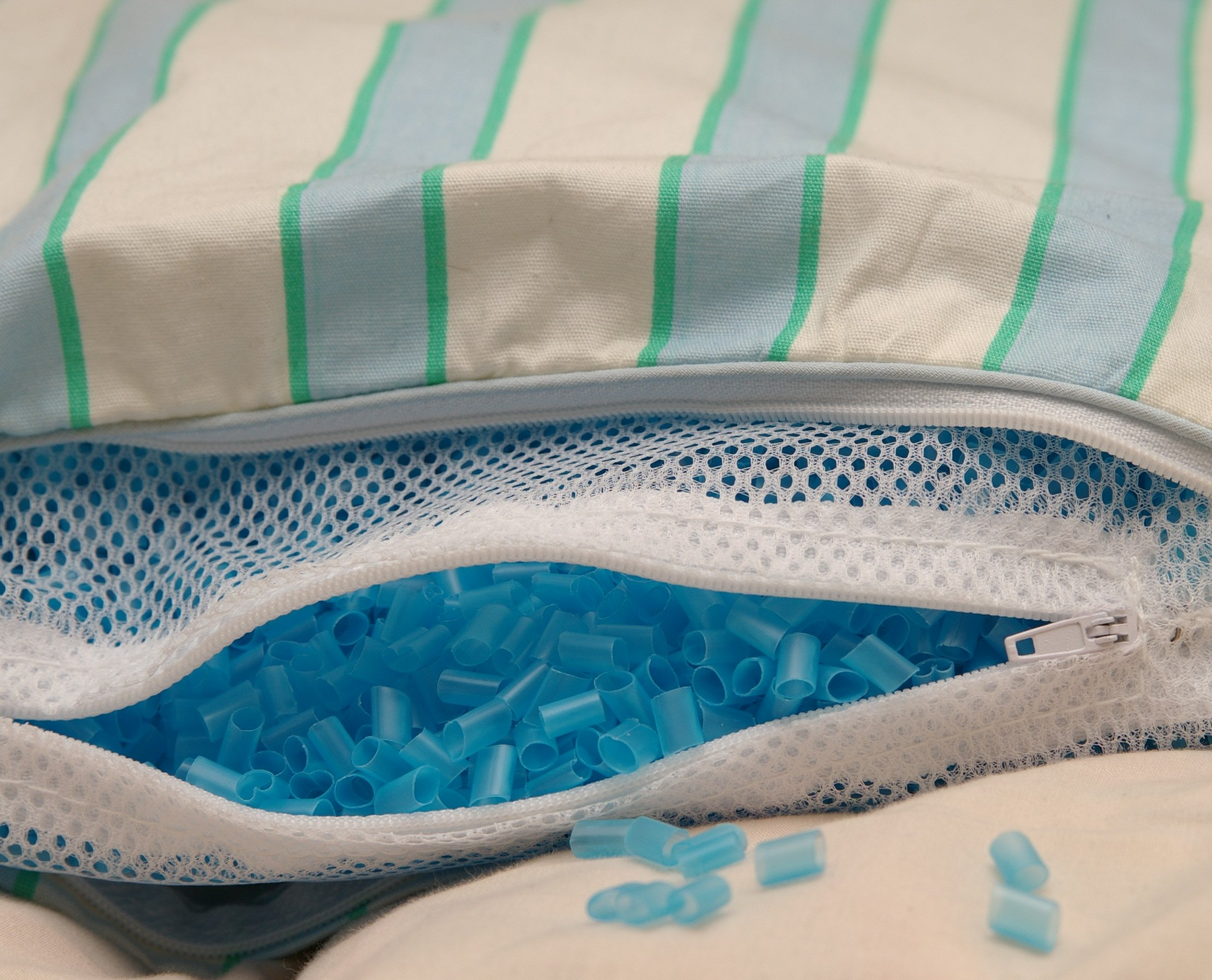
یک بالش پر شده از تیوب‌های پلاستیکی در کیسه پرمنفذ

جنس بالش معیاری در راحتی بالش بشمار می‌رود که تأثیر در خواب و قیمت آن دارد. با خواندن برچسب راهنمای بالش، می‌توان جنس بالش را تشخیص داد. همچنین برای شستشوی بالش می‌توان از نمادهای رختشویی که روی کاور درج‌شده بهره برد.

#### پر
بالش‌های پر بیشترین توصیه را میان کارشناسان به‌عنوان بهترین جنس بالش دارند. بالش‌های پر را اکثراً از پر مرغ، غاز یا قو انتخاب می‌کنند. دلیل این امر حرکت آسان پر زیر سر و گردن است که درنتیجه احتمالاً دردهای عضلانی و درد گردن را تا حد زیادی کاهش می‌دهد. پر معمولاً گران‌تر است، نرم‌تر است و به راحتی قالب سر و بدن شما را به خود می‌گیرد.

#### پلی استر
بالش‌های پلی‌استراف یا الیاف ارزان‌تر هستند، اما به اندازه بالش‌های پر نرم نیستند. اینگونه بالش‌ها برای کسانی که آلرژی و آسم دارند مناسب است. همچنین برای خوابیدن روی کمر یا شکم مناسب اند. به عقیده کارشناسان بالش‌های پلی‌استر برای کسانی مناسب‌اند که عادت دارند روی کمر یا روی شکم بخوابند.

#### مموری فوم
فوم حافظه دار یا مموری فوم بالش‌های مموری فوم از فناوری ماده گران‌روکشسان استفاده می‌کنند. بدین معنا که با فشار بر سطح بالشی با چنین جنس، دوباره پس از فشار به شکل عادی خود بازمی‌گردد. بدین ترتیب می‌تواند به‌طور کامل مطابق با فرم بدن تغییر شکل دهد که در نتیجه فشاری از سوی بالش به بدن وارد نمی‌شود. بالش‌های مموری فوم فارغ از نحوه صحیح یا غلط خوابیدن، خود را منطبق می‌کند.

#### لاتکس
نوعی دیگر از بالش‌های انعطاف‌پذیر هستند. برای کسانی که عادت دارند بر روی شکم بخواند مناسب است.

#### میکروژل
میکروژل بالش‌های جدیدی هستند که از الیاف ضدآلرژی استفاده می‌کنند. بسیار نرم و گران هستند.

### پارچه

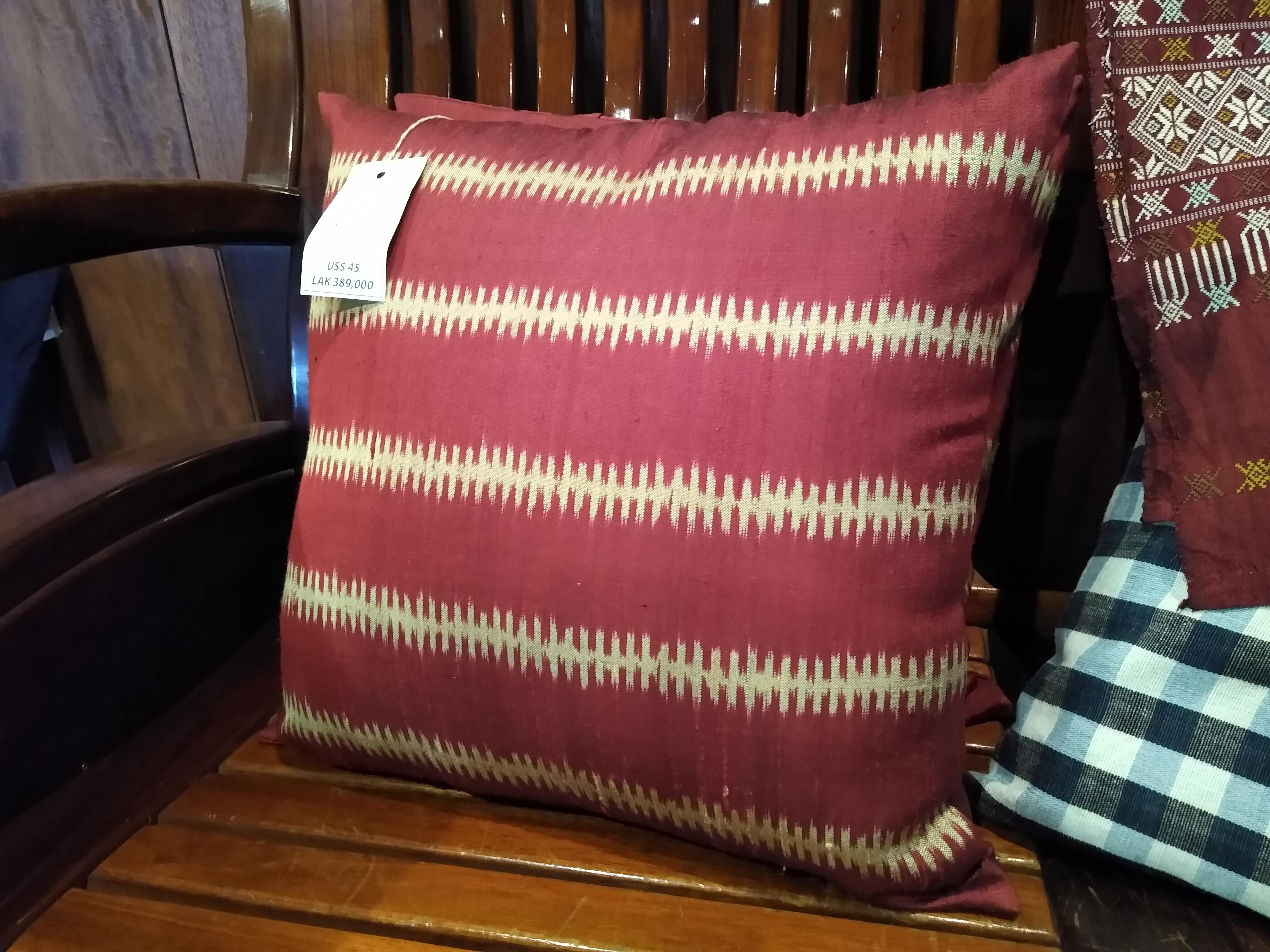
بالشی با پارچه لائو (Lao Textile)

برای روبالشی معمولاْ از پارچه‌ای استفاده می‌شود که منافذی بسیاری دارد و نرم است. همچنین درزهای بالش می‌بایست کاملاً دوخته شده باشند تا از تجمع آشغال جلوگیری شود. پارچه بالش یا روبالشی باید زیپ داشته باشد تا بتوان آن را شست و الیاف آن را تعویض کرد. همچنین باید جنس پارچه مورد آلرژی نباشد.

### بالش دست‌ساز
بالش‌های دست‌ساز میان خانواده‌های بسیاری مورد استفاده است. معمولاً خانم‌های خانه‌دار با دوختن سه طرف پارچه‌ای مستطیلی و پرکردن درون آن با الیاف، بالش‌های دست‌ساز درست می‌کنند. اینگونه بالش‌ها قابل استفاده هستند اما استاندارد نبوده و می‌بایست آن‌ها را هر چندماه تعویض کرد. همچنین مقدار پر شدن بالش‌های دست‌ساز ممکن است استاندارد نباشد. آنقدر پر شده باشند که باعث سفتی آن‌ها شود، یا آن قدر کم پر شده باشند که باعث فرورفتگی آن‌ها شود.

### بالش‌های طبی
بالش طبی (Orthopedic pillow) برای جلوگیری از عارضه‌های مفصلی و پیشگیری از پف چشم پس از بیداری مورد استفاده قرار می‌گیرد. بالش‌های طبی بر اساس کارایی به دسته‌های زیر تقسیم می‌شوند:
- بالش‌های دورگردنی، سفری یا یو

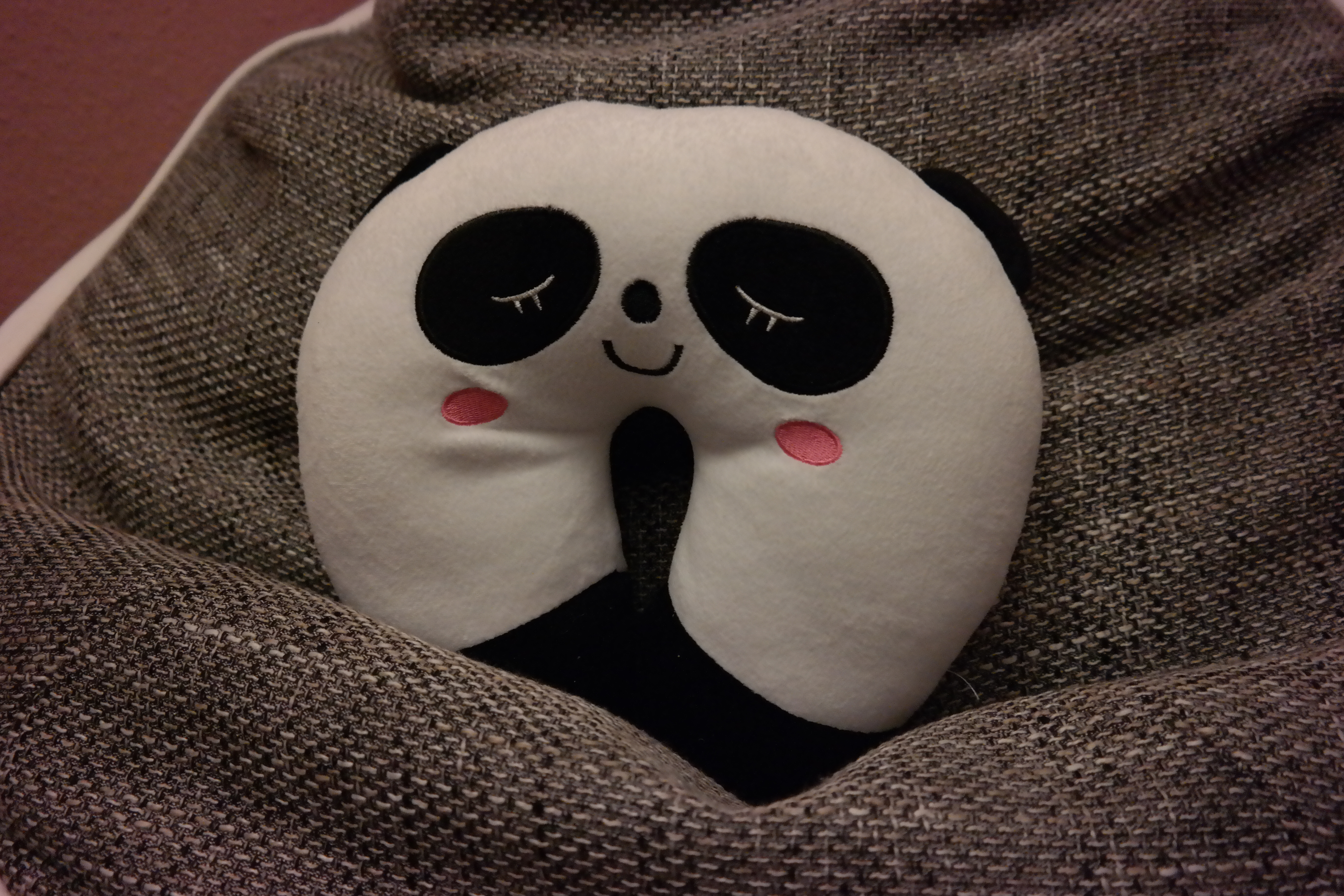
یک بالش سفر

استفاده برای کار طولانی مدت با رایانه خانگی یا نشست پشت فرمان خودرو مناسب اند. اینگونه بالش‌ها U «یو» شکل هستند، که پشت گردن قرار می‌گیرند.
- بالش مخصوص بارداری

اینگونه بالش‌ها وظیفه تحمل سنگینی شکم مادران باردار را در طول مدت خواب بر عهده دارند.
- مموری پیلو

در ابتدای استفاده ممکن کمی عجیب بنظر برسند اما اینگونه بالش‌ها از جنس مموری فوم تشکیل شده‌اند که هنگام خواب شکل سر و گردن را به خود می‌گیرند.
- بالش‌های وی شکل

اینگونه بالش‌ها به شکل V «وی» طراحی شده‌اند که برای افرادی که عادت به پهلو خوابیدن دارند مناسب است.

### بالش سفت و نرم
برخی بالش سفت را بدردنخور می‌دانند و آن را بلااستفاده می‌دانند. برای خوابیدن به پهلو و استفاده از بالش زیرپا، بالش سفت مناسب تر از بالش نرم است.

### تعداد
یک بالش برای خواب کافی است. دومین بالش می‌تواند برای قرار گرفتن بین پاها به منظور کاهش فشار روی کمر، استفاده شود.

### عمر بالش
بالش‌ها نیز پس از چند وقت استفاده می‌بایست تعویض بشوند. بالش‌هایی که پس از فشار بر سطح آن‌ها حالت قبلی خود را حفظ نمی‌کنند و شکل قبلی را نمی‌گیرند، می‌بایست تعویض شوند.

## اندازه

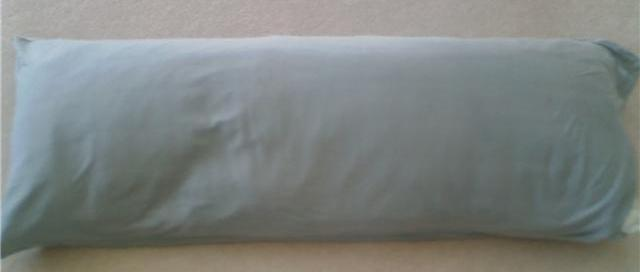
A body pillow with a light blue pillow case

بالش‌ها در اندازه‌های مختلفی ارائه می‌شوند. در کشورهای مختلف این استاندارد اندازه کمی تفاوت دارد.
| کشور                | کلس         | ابعاد                             |
| ------------------- | ----------- | --------------------------------- |
| استرالیا            | استاندارد   | ۴۸ در ۷۳ سانتیمتر (۱۹ در ۲۹ اینچ) |
| استرالیا            | اروپایی     | ۶۵ در ۶۵ سانتیمتر (۲۶ در ۲۶ اینچ) |
| اروپا               | استاندارد   | ۶۵ در ۶۵ سانتیمتر (۲۶ در ۲۶ اینچ) |
| اروپا               | Continental | ۸۰ در ۸۰ سانتیمتر (۳۱ در ۳۱ اینچ) |
| سوئد                | استاندارد   | ۵۰ در ۶۰ سانتیمتر (۲۰ در ۲۴ اینچ) |
| نروژ                | استاندارد   | ۵۰ در ۷۰ سانتیمتر (۲۰ در ۲۸ اینچ) |
| ایالات متحده آمریکا | استاندارد   | ۵۱ در ۶۶ سانتیمتر (۲۰ در ۲۶ اینچ) |
| ایالات متحده آمریکا | Jumbo       | ۵۱ در ۷۱ سانتیمتر (۲۰ در ۲۸ اینچ) |
| ایالات متحده آمریکا | Queen       | ۵۱ در ۷۶ سانتیمتر (۲۰ در ۳۰ اینچ) |
| ایالات متحده آمریکا | King        | ۵۱ در ۹۱ سانتیمتر (۲۰ در ۳۶ اینچ) |

## باکتری‌ها
باکتری‌های بسیار بسیار زیادی در تمام بالش‌ها یافت می‌شوند که شامل کرم‌های ریز مرده، سلول‌های پوستی مرده و… هستند. پس از دو سال انبوهی از باکتریها در بالش‌ها جمع می‌شود.

## تاریخ

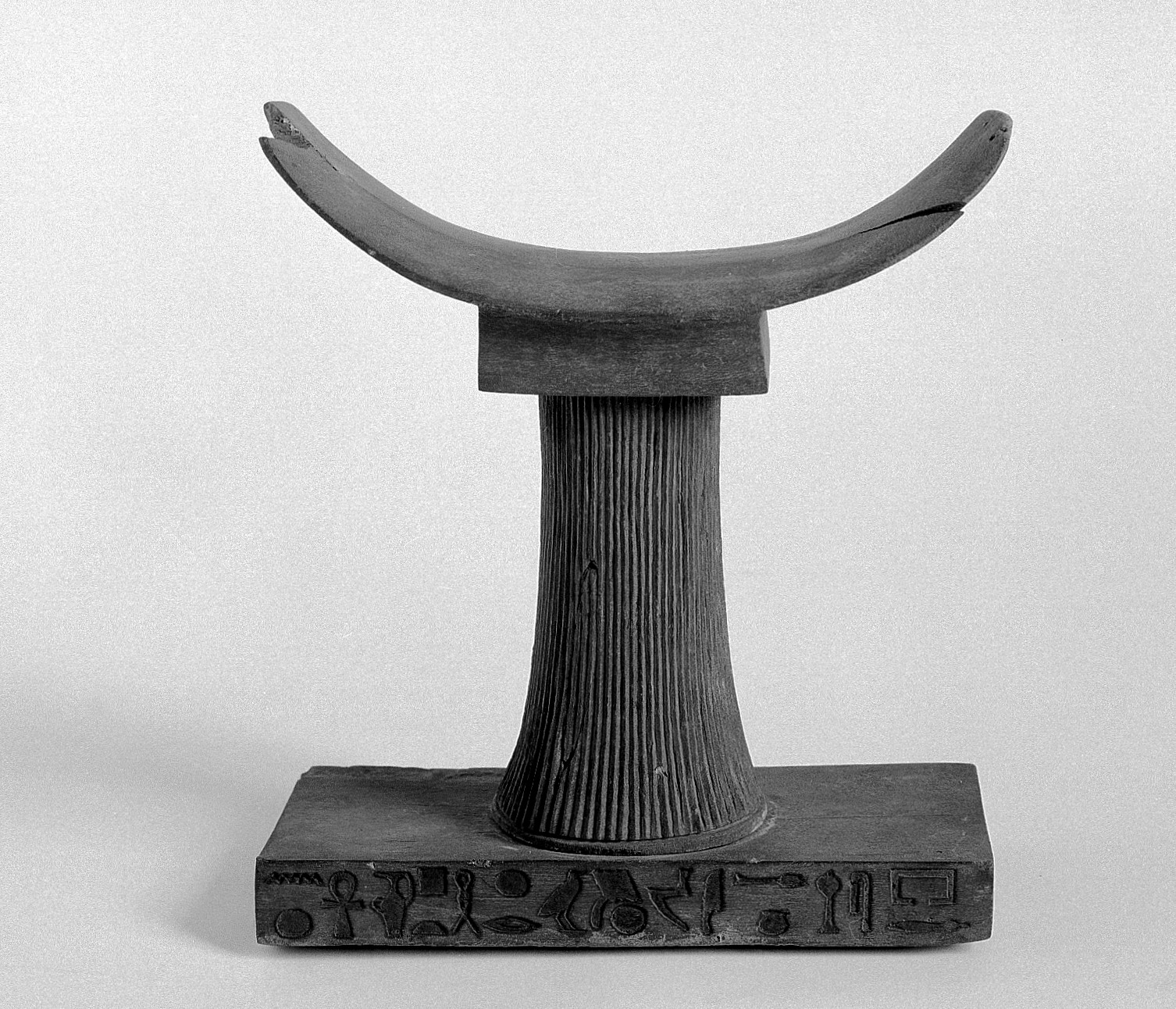
یک بالش چوبی در مصر باستان

بالش از ابزارهای برای خواب راحت در تاریخ بکار می‌رود. اولین بالش‌ها را می‌توان در مصر باستان یافت. بالش‌های چوبی بسیار سفت که در آن زمان بسیار پیشرفته محسوب می‌شدند. حیوانات که توانایی ساخت بالش را ندارند همواره نیاز آن را احساس می‌کنند و ممکن است گاهی از دستان خودشان برای بالش استفاده کنند. این عادت در میان شامپانزهها بسیار دیده می‌شود.

## فرهنگ
جنگ بالش نوعی بازی است که در آن دو یا چند نفر به درگیری فیزیکی می‌پردازند و از بالش به عنوان سلاح استفاده می‌کنند. هم‌اکنون این فرهنگ در ۳۸ کشور و سراسر جهان اجرا می‌شود.

## نگارخانه

بالشی که آبراهام لینکلن بر روی آن مُرد. در Petersen House[۱۱]
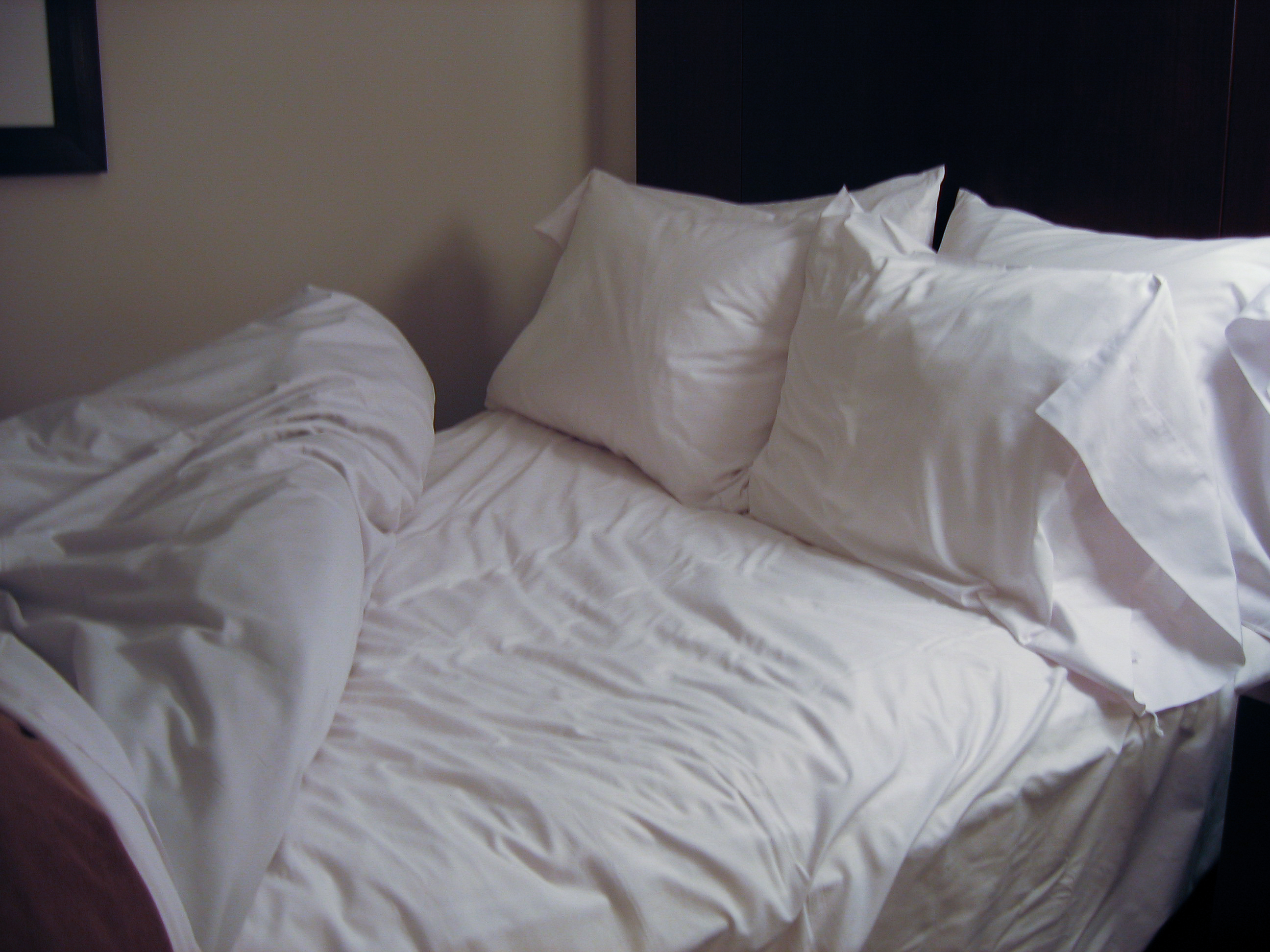
استفاده از دو بالش برای تختخواب دونفره
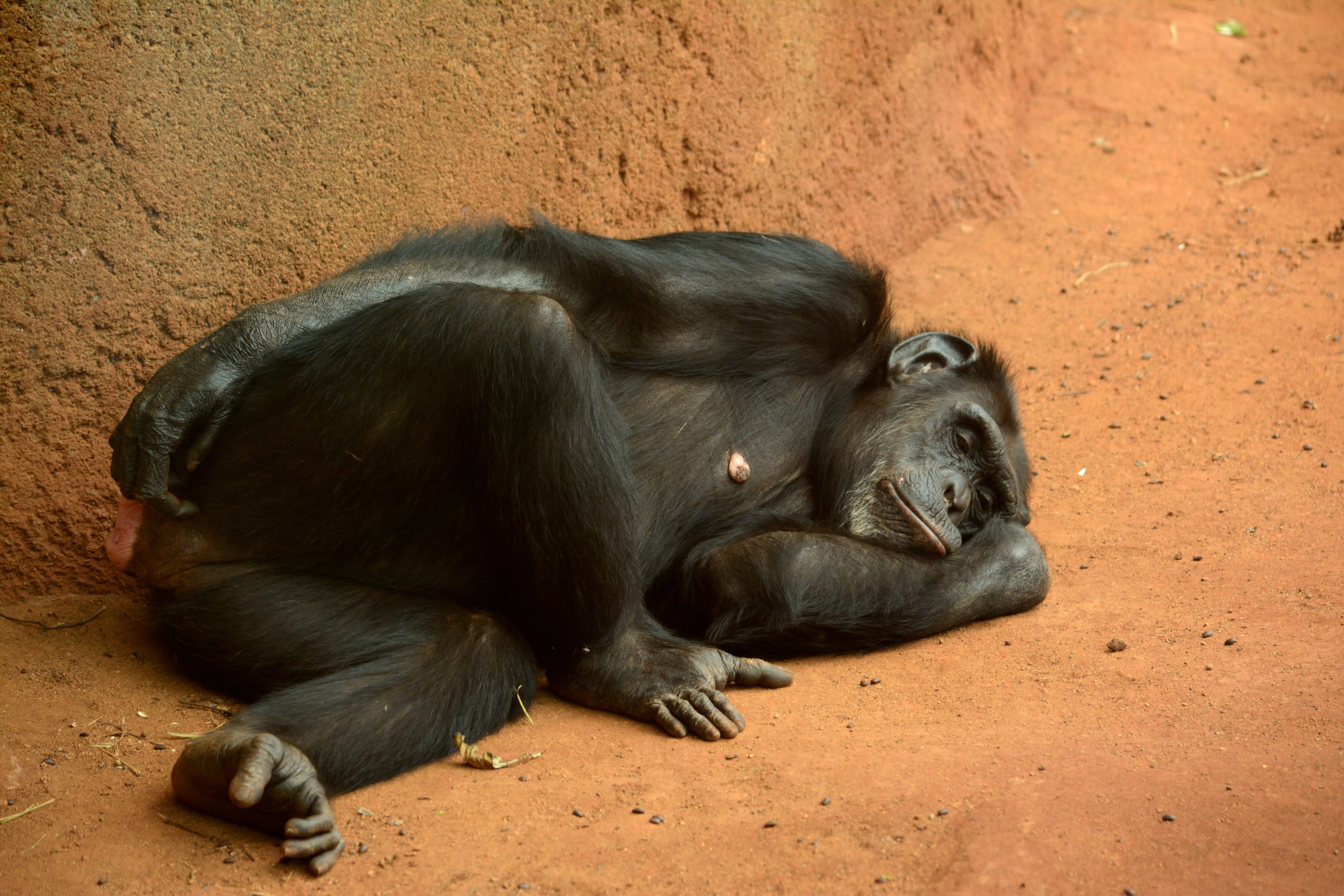
شامپانزه‌ای که از دست خود به عنوان بالش در حین خواب استفاده می‌کند.